# Cmentarz jeńców wojennych i internowanych pod Strzałkowem
Cmentarz jeńców wojennych i internowanych pod Strzałkowem – zabytkowy cmentarz założony w 1915 roku przy obozie jenieckim pod Strzałkowem dla jeńców z frontów I wojny światowej, a potem dla jeńców wojny polsko-bolszewickiej 1919-1920.
Cmentarz położony jest w pobliżu wsi Łężec, wśród pól uprawnych, około 1000 metrów od drogi krajowej nr 92.
Został wpisany do Krajowej Ewidencji Zabytków w 1994 roku pod numerem A-511/252.
Cmentarz jeńców wojennych i internowanych funkcjonował od 1915 do 1923 roku. Pochowano na nim wówczas w grobach zbiorowych i indywidualnych około 8000 jeńców różnych narodowości, w tym:
- 506 żołnierzy armii rosyjskiej – Rosjan, Ukraińców, Polaków i żołnierzy innych narodowości (lata 1915-1918);
- 7000 jeńców-żołnierzy Armii Czerwonej różnych narodowości (lata 1919-1921);
- około 500 jeńców, osób internowanych i ich rodzin oraz osób cywilnych – głównie żołnierzy Ukraińskiej Armii Halickiej, Armii Ukraińskiej Republiki Ludowej, Rosyjskiego Korpusu gen. N. Bredowa, internowanych cywilów niemieckich.

Staraniem Słupeckiego Towarzystwa Społeczno-Kulturalnego cmentarz jest ogrodzony i uporządkowany. Bezpośredni dozór nad stanem cmentarza, jako cmentarza wojennego, sprawuje gmina Strzałkowo. Korzysta w tym celu z dotacji z budżetu państwa udzielanej przez Wojewodę Wielkopolskiego, cmentarz ma bowiem status cmentarza wojennego. Na środku cmentarza znajduje się pomnik upamiętniający zmarłych.

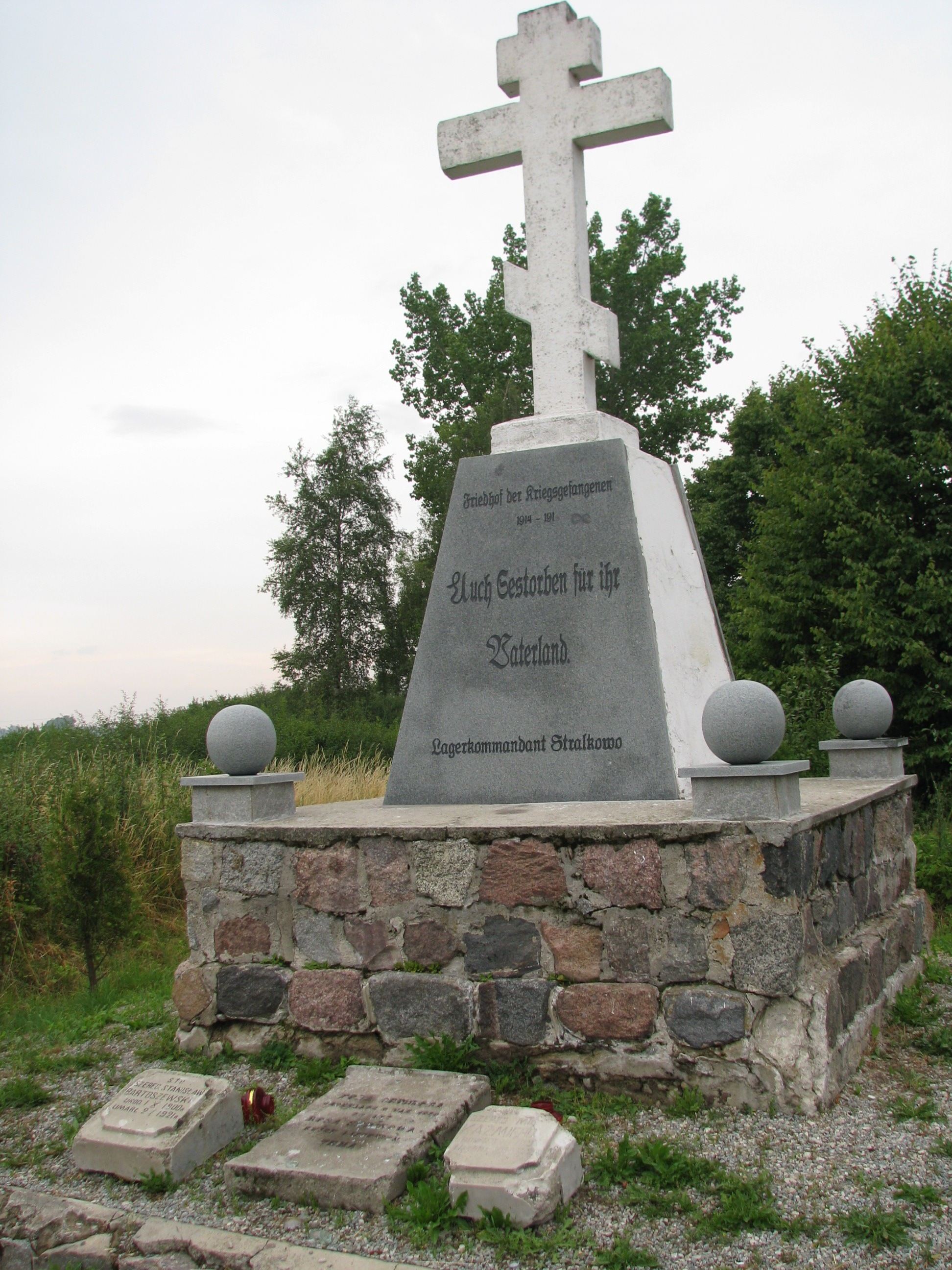